# 다이 투게더
"다이 투게더"(Die Together)는 한국에서 제작된 손일송 감독의 2004년 드라마, 판타지 영화이다. 정다혜 등이 주연으로 출연하였다.

## 출연

### 주연
- 정다혜
- 최형석
- 라향희

## 기타
- 조명: 이도윤
- 녹음: 정훈영
- 선곡: 구은선